# Kobus leche
O kobus leche, comummente conhecido como songue  ou cobo-de-leche, é uma espécie de antílope da família dos bovídeos.
Pode ser encontrada na República Democrática do Congo, Zâmbia, Botsuana, Angola e Namíbia, sobretudo em zonas palustres e em terrenos húmidos.
Caracterizam-se pela pelagem mormente castanha, mais escura nas costas, salvo na garganta e no ventre que são de coloração mais alvadia e nas patas e na ponta da cauda, que são de coloração negra.
Os machos apresentam chifres, em forma de lira, adornados por anéis nas pontas com até 90 cm de comprimento. O período de gestação, de cerca de 200 dias, resulta num filhote por vez. O habitat natural do cobo-de-leche são os pântanos e as planícies alagadas. Nadam bem e galopam com naturalidade em campos lodosos, mas tem uma certa dificuldade para se locomover em terra firme.
A subespécie Kobus leche robertsi foi declarada extinta em 1994.